# Challenge des champions 1956
Navigation
Marseille 1955 Toulouse 1957
Le Challenge des champions 1956 est la deuxième édition du Challenge des champions, épreuve qui oppose le champion de France au vainqueur de la Coupe de France. Disputée le 6 juin 1956 au Parc des Princes à Paris en France devant 9 347 spectateurs, la rencontre est remportée par l'UA Sedan-Torcy contre l'OGC Nice sur le score de 1-0, 0-0 à la mi-temps. L'arbitre de la rencontre est M. Maurice Bondon.

## Participants
La rencontre oppose l'UA Sedan-Torcy à l'OGC Nice. Les Niçois se qualifient au titre de leur victoire dans le championnat 1955-1956 et les Sedanais se qualifient pour le Challenge des champions grâce à leur victoire dans la Coupe de France de football 1955-1956.

## Rencontre
L'espagnol Diego Cuenca ouvre le score 1-0 pour Sedan à la 63e minute de jeu et permet à son club de remporter l'épreuve.

## Feuille de match
| 6 juin 1956 | UA Sedan-Torcy | 1 - 0   | OGC Nice | Parc des Princes, Paris                        |                                                |
|             | Cuenca 63e     | (0 - 0) |          | Spectateurs : 9 347 Arbitrage : Maurice Bondon | Spectateurs : 9 347 Arbitrage : Maurice Bondon |

| Sedan-Torcy | Nice |

|              | Gardien de but  | Pierre Vincent    |  |  |  |
|              | D               | Daniel Carpentier |  |  |  |
|              | D               | Albert Eloy       |  |  |  |
|              | D               | Maxime Fulgenzy   |  |  |  |
|              | M               | Marcel Pascal     |  |  |  |
|              | M               | Christian Oliver  |  |  |  |
|              | A               | Claude Brény      |  |  |  |
|              | A               | Michel Lefèbvre   |  |  |  |
|              | A               | Pierre Tillon     |  |  |  |
|              | A               | Célestin Oliver   |  |  |  |
|              | A               | Diego Cuenca      |  |  |  |
| Entraîneur : |                 |                   |  |  |  |
|              | Louis Dugauguez |                   |  |  |  |

|              | Gardien de but | Dominique Colonna    |  |  |  |
|              | D              | Théodore Martinez    |  |  |  |
|              | D              | Pancho Gonzales      |  |  |  |
|              | D              | Gilbert Bonvin       |  |  |  |
|              | M              | Guy Poitevin         |  |  |  |
|              | M              | Rémy Fronzoni        |  |  |  |
|              | A              | Joseph Ujlaki        |  |  |  |
|              | A              | François Milazzo     |  |  |  |
|              | A              | Rubén Bravo          |  |  |  |
|              | A              | Mohammed Abderrazack |  |  |  |
|              | A              | Just Fontaine        |  |  |  |
| Entraîneur : |                |                      |  |  |  |
|              | Luis Carniglia |                      |  |  |  |